# Gottlob Göttlich
Gottlob Göttlich (* in Zittau; † 1788) war ein Orgelbauer in Sachsen.

## Leben und Wirken
Er stammte aus der Oberlausitz und wurde als Universitäts-Orgelbauer in Leipzig bekannt, denn er war Schüler und Nachfolger des Leipziger Universitätsorgelbauers Johann Gottlieb Mauer. Daneben schuf er u. a. die Orgel in der Kirche von Stöbnitz. Vermutlich stammt auch die Orgel in der Stephanuskirche in Mockau von Göttlich.